# Norm Prescott
Norman "Norm" Prescott (Boston, 31 de janeiro de 1927 - Encino, 2 de julho de 2005) foi cofundador e produtor executivo dos estúdios Filmation, fundado em conjunto com Lou Scheimer e Hal Sutherland em 1963.
Cocriou vários temas para a Filmation, com o pseudônimo "Jeff Michael" (Jeff e Michael eram os nomes de seus filhos), com Ray Ellis, sob o pseudônimo "Yvette Blais" (nome de sua esposa) e Dean Andre (Wallschlaeger).